# Coloncus pius
Coloncus pius là một loài nhện trong họ Linyphiidae. Loài này được phát hiện ở Hoa Kỳ.